# SpaceX CRS-20
SpaceX CRS-20 – dwudziesta misja zaopatrzeniowa statku Dragon firmy SpaceX do Międzynarodowej Stacji Kosmicznej w ramach programu Commercial Resupply Services organizowanego przez NASA. Start odbył się 7 marca 2020 roku. Ostatnia misja towarowej wersji statku Dragon – kolejne, w ramach programu CRS2, będą wykonywane przy użyciu zmodyfikowanej załogowej wersji kapsuły Dragon. Statek dostarczył około 1977 kg zaopatrzenia do stacji ISS.